# نولان ورقي
نولان ورقي (الاسم العلمي:Nolana foliosa) هو نوع نباتي يتبع جنس النولان من فصيلة الباذنجانية.